# Solymári-kőfülke
A Solymári-kőfülke a Duna–Ipoly Nemzeti Parkban lévő Solymáron, a Zsíros-hegyen található egyik barlang. Őslénytani és régészeti leletek kerültek elő belőle.

## Leírás
A Solymári-ördöglyuk közelében, annak főbejárata alatt, erdőben, már nem működő nagy kőbánya oldalában van az ovális alakú, vízszintes tengelyirányú, természetes jellegű, 9 m széles, 2,5 m magas bejárata. Célszerű a kőfejtő udvarából megközelíteni. A kőfejtő és az abba DNy-i irányból becsatlakozó völgy metszéspontjában, a völgy szurdokszerű letörésében nyílik.
Egyetlen széles, vízszintes kiterjedéséhez viszonyítva alacsony teremből áll, amely aránylag száraz és majdnem vízszintes. Agyagos alja enyhén, lépcsősen emelkedik befelé. Felső triász dachsteini mészkőben alakult ki, ami erősen breccsásodott, töredezett. 12 m vízszintes kiterjedésű. Leél-Őssy Sándor szerint valószínűleg karsztos eredetű egykori forrásbarlang. Eleje beomlott. Jelenleg pusztul, hidrológiailag inaktív. Képződményei a farkasfogas bekérgezések, a cseppkőlécek és a hegyitej. Az illetékes természetvédelmi hatóság a Duna–Ipoly Nemzeti Park. Kadić Ottokár szerint morfológiailag nem kőfülke, hanem sziklaüreg. A közelében nyílt, de elpusztult Solymári-sziklaüreghez hasonló, viszont kisebb méretű.
Előfordul a barlang az irodalmában Bockloch (Tasnádi Kubacska 1928), amely Kecske-lyuk magyar nyelven, Csucshegyi sziklaüreg (Kadić 1952), János-barlang (Láng 1958), János barlang (Horváth 1967), János-lyuk (Bertalan 1976), Jánoslyuk-barlang (Leél-Őssy 1957), Kecskeistálló barlang (Tasnádi Kubacska 1928), Kecskelyuk (Tasnádi Kubacska 1926), Kecske-lyuk (Bertalan 1976), Kecskeól (Bekey 1913), Solymári-kőfejtő hévforrás kürtői (Kordos 1984), de nem biztos, hogy ez a barlang is közéjük tartozik, Solymári kőfülke (Tasnádi Kubacska 1928) és Solymári sziklafülke (Tasnádi Kubacska 1928) neveken is. 1984-ben volt először Solymári-kőfülke néven említve a barlang az irodalmában.
Leletei
Budinszky Károly ásatásai során sok emlőscsont és madárcsont került elő belőle, például barlangi medve, macska, őz, mezei nyúl. Ekkor fémtárgyakat, cserepeket és tűzhelymaradványokat, égett csontot, hamut és faszenet is talált.

## Kutatástörténet
Budinszky Károly az 1905–1906-os években, őskori leletek után kutatva ásatott a kőfülkében. Feltérképezte és lefényképezte a barlangot. A barlang alját borító kitöltést négyzetméterenként felásatta, vizsgálatairól pedig pontos feljegyzéseket készített. Az ásatásai során előkerült leleteket, amelyeket a Földtani Intézetbe juttatott, nem dolgozta fel teljesen 1916-ban bekövetkezett halála miatt. A leletekhez jelzőlapocskákat és jegyzeteket mellékelt. Első, nyomtatásban megjelent említése 1913-ban történt. A leírás szerint a solymári, őslénytanilag és turisztikailag nagyon érdekes két barlangot, az Ördöglyukat és a Kecskeólat nemsokára kőbányászat fogja elpusztítani, ha a kutatások tovább késlekednek.
A barlangot Tasnádi Kubacska András 1926-ban megemlítette egyik előadásában, majd az ez alapján készült, Solymári-sziklaüregről írt cikkében. 1928-ban, részletesen leírta a barlangot. Tasnádi Kubacska András és Gedeon Tihamér 1927-ben jártak az üregben. Ők ketten felmérték a kőfülkét, majd Tasnádi Kubacska András, a felmérés adatainak felhasználásával megrajzolta a barlang alaprajz térképét, amelyen szerepelnek Budinszky Károly próbagödreinek helyei, és keresztszelvény térképét. 1928-ban publikálva lett a barlang alaprajz térképe és a barlangbejárat fényképe. A barlang bejárata 2 m magas és kb. 2,2 m széles. A barlang legnagyobb belmagassága 3,5 m, hossza 18,5 m, szélessége pedig 8,5 m. Tasnádi Kubacska András sürgette az üreg további felásatását, mert egyre közelebb került a kőbánya az üreghez.

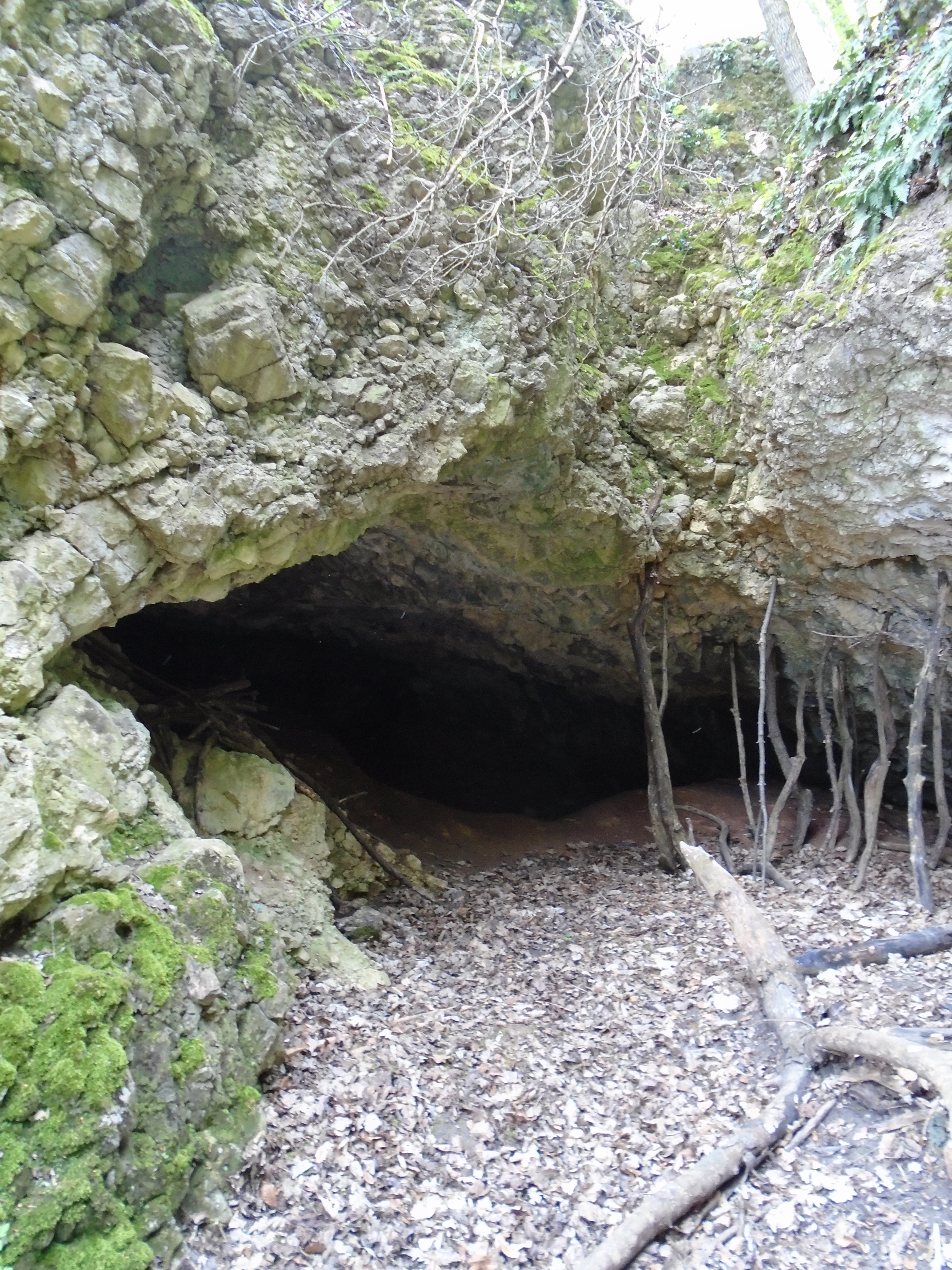
A Solymári-kőfülke bejárata

A Turisták Lapja 1937. évi évfolyamában lévő, Jellinek János által írt jelentésben meg van említve, hogy Jellinek János társaival dolgozik a Solymári-ördöglyukban és az annak közelében található névtelen üregben. Az 1937. évi Barlangvilágban kiadott, Kadić Ottokár által írt beszámolóban szó van arról, hogy 1936-ban a Solymári-ördöglyukban farkas és barlangi medve csontokat, illetve gyapjas orrszarvú combcsontot találtak a kutatók. Ezek a maradványok azt bizonyítják, hogy a solymári sziklaüregekből régen előkerült jégkori emlősök a Solymári-ördöglyukban is megtalálhatók.
A Kadić Ottokár által 1952-ben írt kéziratban össze lett foglalva a Solymári-kőfülke addigi kutatása. A kéziratban Csucshegyi sziklaüreg a neve. A Leél-Őssy Sándor által írt, a Földrajzi Értesítő 1957. évi évfolyamában megjelent tanulmányban le van írva a Solymári-kőfülke (Jánoslyuk-barlang). Emiatt összekeverhető a Solymári-víznyelővel, amelynek másik neve Jánoslyuka. A publikációban az olvasható, hogy a Solymári-kőfülke dachsteini mészkőben keletkezett, a Solymári-ördöglyuk mellett található, vízszintes, kicsi és száraz. Valószínűleg karsztos eredetű régi forrásbarlang, amelynek beomlott eleje. Egy kb. 8 m hosszú teremből áll. Már pusztul, barlangi agyaggal nagyon feltöltődött és nincs cseppkő benne. A tanulmányhoz mellékelt térképvázlaton látható a Solymári-kőfülke földrajzi elhelyezkedése.
Az 1958-ban kiadott, Budapest természeti képe című könyv szerint a Kecskelyuk, amelynek másik neve lehet, hogy János-barlang, a Csúcs-hegy É-i oldalán, a Solymári-ördöglyuktól DK-re lévő nagy vízmosás alján, közel a nagy kőbányához, 275 m tengerszint feletti magasságban, a hegyláb felett 20–25 m viszonylagos magasságban nyílik. Nagy barlangi üreg. Ürege kb. 10 m hosszú, kb. 10 m széles és 1–3 m magas. Alja befelé emelkedik a vastag vörösbarna agyagkitöltés miatt. Valószínűleg úgy keletkezett, hogy egy tektonikus hasadék nagyon kioldódott, vagy egy forrásbarlang volt, amely több hasadék találkozásánál alakult ki. Jelenleg glaciális vályoggal van töltve nagyrészt, amelyet még nem ástak ki.
Feltételezhető, hogy a barlang a Solymári-ördöglyukhoz és a Solymári-sziklaüreghez hasonlóan a mainál alacsonyabb, az erózióbázis közelében lévő szinten oldódott ki. Azóta ez a barlang is a kiemelkedő sziklás hegyoldalon, a Pilisvörösvári-medence szintje felett helyezkedik el fiatal tektonikus mozgások miatt. A barlang mellett egy aszóvölgy van, amely a barlang melletti mészkőfalon halad le a bányába. A Solymári-ördöglyuktól elkülönült barlangrész neve (Koch Antal szerint) János-barlang. Jablonkay Pál szerint a régi barlang medrébe és innen a kőbányába jut le a Solymári-ördöglyuk melletti vízmosás vize. A János-barlangot gondolja Jablonkay Pál nyilvánvalóan régi barlangnak. A barlang nyílásával azonos szintben, a kőfejtő falában még 6–8 másik nyílás is látszik.

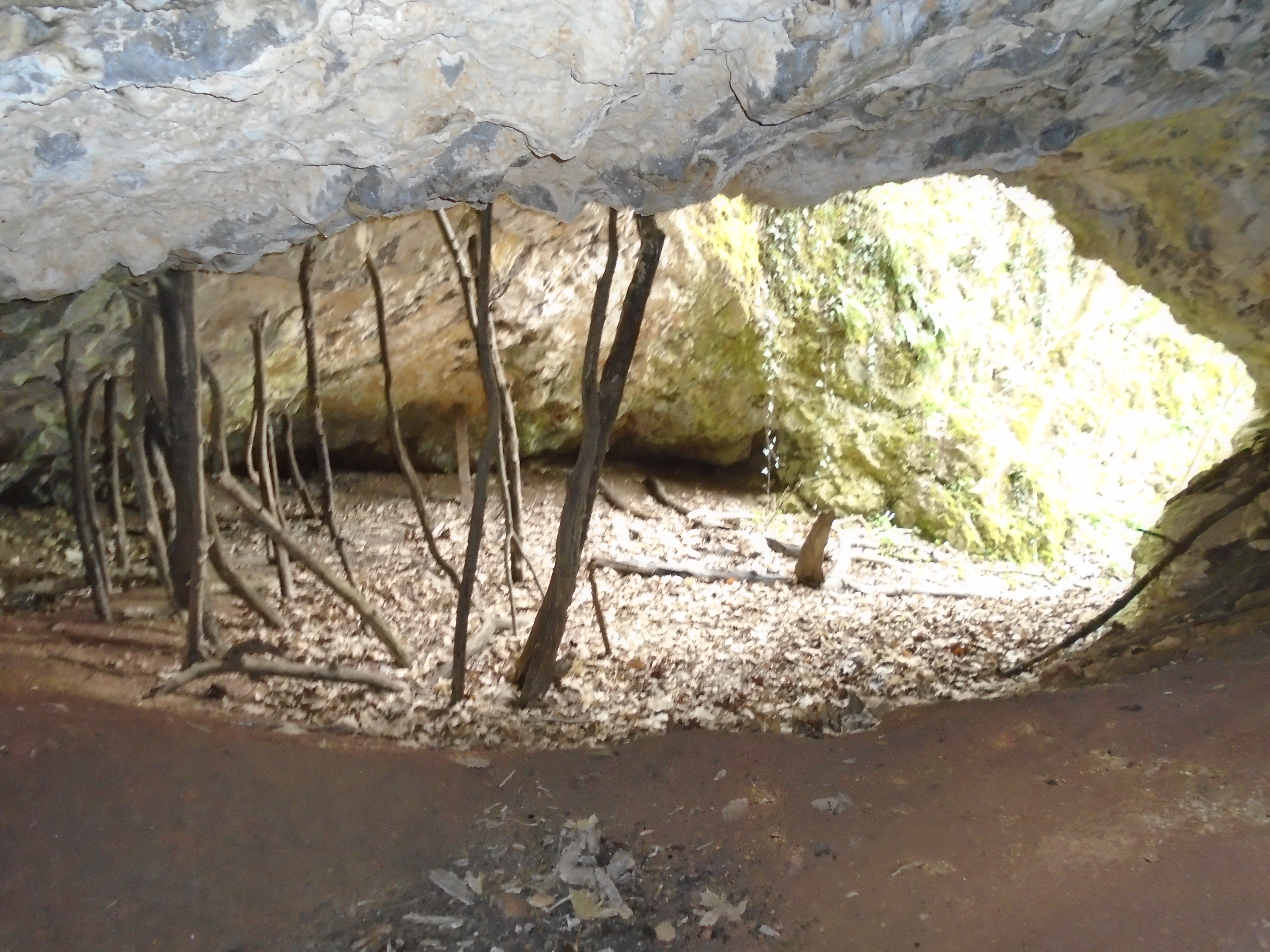
A Solymári-kőfülke bejárata belülről fényképezve

Horváth János 1967-ben felmérte a János barlangot, majd a felmérés adatainak felhasználásával megszerkesztette a barlang alaprajz térképét, hosszmetszet térképét és keresztszelvény térképeit. Helyszínrajzon jelölte be a barlang helyét. Az 1976-ban befejezett, Bertalan Károly által írt kéziratban az olvasható, hogy Solymáron, a Sziklás-hegyen, a Solymártól Ny-ra lévő kettős kúpú hegy két kúpja közötti vízmosásban, a Solymári-ördöglyuk bejáratától 30 m-rel lejjebb, a kőfejtő felett, egy aszóvölgy, azaz egy árok kőfejtő feletti letörésében van a nagy bejárata. A barlang 107 m² alapterületű, 18 m hosszú, 9 m széles és 2,5 m magas. Tektonikus hasadék mentén jött létre a karsztos forrásbarlang. A kézirat Solymári-kőfülkét ismertető része 2 publikáció alapján lett írva. Az 1977. évi MKBT Beszámolóban napvilágot látott, Horváth János által írt jelentésben lévő helyszínvázlaton megfigyelhető a János barlang földrajzi elhelyezkedése.
A Pápa Miklós és Dénes György által írt, 1982-ben megjelent útikalauzban meg van említve, hogy a lyuk szó barlang jelentésével jelenleg is lehet találkozni, pl. a zsíros-hegyi János-lyuk nevében. A Solymári-ördöglyuktól nem messze található a János-lyuk ürege. Az 1984-ben kiadott, Magyarország barlangjai című könyv országos barlanglistájában szerepel a Budai-hegységben lévő barlang (Solymári-kőfülke, János-lyuk, Kecske-lyuk). Ez az első említése a barlang jelenlegi nevének. A listához kapcsolódóan, látható a Dunazug-hegység barlangjainak földrajzi elhelyezkedését bemutató, 1:500 000-es méretarányú térképen a barlang földrajzi elhelyezkedése.
Az 1986-ban kiadott, Pest megye régészeti topográfiája (A budai és szentendrei járás) című könyvben szó van arról, hogy Solymáron helyezkedik el a 25/11. sz. lelőhely (Kőbánya, Felsberg, Solymári-ördöglyuk) (őskőkor, késő bronzkor?, barlang). A lelőhely leírása szerint Solymártól Ny-ra emelkedik a dachsteini mészkőből felépült Felsberg, amelynek É-i oldalában van egy régóta művelés alatt álló kőbánya. Egy tektonikus repedés mentén létrejött, hordalékkal feltöltődött sziklahasadékot fedeztek fel itt 1905-ben. A sziklahasadék 10–12 m mélységig lett feltárva. Budinszky Károly a humuszréteg felső részében cserepeket, amelyek a La Tène-kultúrát bizonyító díszítés nélküliek, a humuszréteg alsó részében pedig bronzkori edénytöredékeket talált. A glaciális rétegben lévő barlangi medvecsontok között volt kiskevélyi penge is. A kiadványban van egy Solymár térkép, amelyen megfigyelhető a lelőhely földrajzi elhelyezkedése. A térképen 11-es számmal van jelölve a lelőhely.
Gazda Attila 2004-ben felmérte a barlangot, majd a felmérés adatainak felhasználásával, 2004. július 19-én megszerkesztette a Solymári-kőfülke (Solymár) alaprajz térképét, hosszmetszet térképét és keresztmetszet térképét. A térképek két térképlapra lettek rajzolva. Az egyik térképlapra az alaprajz térkép, a másik térképlapra pedig a két metszet térkép került. Mindkét térképlapon jelölve van az É-i irány. Az alaprajz térképen megfigyelhető a hosszmetszet és a keresztmetszet elhelyezkedése a barlangban. Gazda Attila 2004-ben, az Országos Barlangnyilvántartás számára készített egy Solymári-kőfülkét bemutató leírást, illetve fényképet. A leírásban meg van említve, hogy a részletesen felmért barlang 12 m hosszú, 2,5 m függőleges kiterjedésű, 2,5 m magas és 12 m vízszintes kiterjedésű.

## További irodalom
- Jablonkay Pál: Solymár földrajza. (Bölcsészdoktori értekezés.) Budapest, 1935.
- Kubacska András: Der pleistozäne Knochenfund der Solymárer Felsspalte. Barlangkutatás, 1926–1927. (14–15. köt.) 1–4. füz. 61–65. old.
- Kubacska András: Az ember egykori jelenlétét jelző leletek a solymári sziklaüregből. Barlangkutatás, 1926–1927. (14–15. köt.) 1–4. füz. 20–22. old.